# Arthur Geiss
Arthur Geiss, född 12 april 1903 i Hockenheim, död 5 februari 1982, var en tysk motorcykelförare. 
Geiss var biträdande tävlingsledare för DKW i Chemnitz. Han debuterade som tävlingsförare 1923, tillhörde 1927–1936 DKW:s fabrikslag och var en av Europas framgångsrikaste förare. Bland hans segrar märks främst Europas GP 1935, Belgiens GP 1935 och 1936, Barcelonas GP 1936, vidare Österrikes TT 1929, Hollands TT 1930 och 1936, samtliga i A-klassen, samt Tysklands GP 1928 och 1929 i 175 cm³-klassen. En av sina bästa prestationer utförde han i Englands lättvikts-TT 1936, då han ännu kort före mål ledde säkert men genom krångel med tändstiften föll tillbaka och blev trea. Geiss blev vidare 1935 tvåa i A-klassen i Sveriges Grand Prix. Hösten 1936 körde han omkull på en färd Zschopau–Chemnitz och skadade sig så svårt, att han måste sluta som tävlingsförare.